# Argia concinna
Argia concinna – gatunek ważki z rodziny łątkowatych (Coenagrionidae). Występuje na terenie Karaibów.